# Mvan
Mvan ou Mvane est une localité de la région du Centre au Cameroun, localisée dans la commune de Nkoteng et le département de la Haute-Sanaga.

## Population
En 1963, Mvan comptait 75 habitants, principalement des Badjia.
Lors du recensement de 2005, ce nombre s'élevait à 6.